# Monodactylidae
Famille
Genres de rang inférieur
- Monodactylus
- Schuettea

Les Monodactylidae  sont une famille de poissons de l'ordre des Perciformes représentée par deux genres et six espèces.

## Description
Il s'agit de poissons au corps haut et de petite taille (max. : 31 cm pour M. falciformis ; min. : 7,8 cm pour M. kottelati) et qui vivent, selon les espèces, en eau douce, saumâtre ou marine.

## Aquariophilie
Plusieurs espèces sont proposées dans les commerces d'aquariophilie notamment M. argenteus et M. sebae, parfois sous la dénomination « poissons-lunes » en rapport avec la forme de leur corps.  Leur reproduction en aquarium, n'a, semble-t-il, pas été réussie.

## Liste des genres
- Monodactylus Lacepède, 1801 — (4 espèces)
- Schuettea Steindachner, 1866 — (2 espèces)

Selon Paleobiology Database (17 février 2019) :
- † ? Pasaichthys Blot[3], 1969 - (1 espèce).